# Max Edrei
Max Edrei est un architecte français né à El Simbillâwein (Égypte) le 12 août 1889 et mort à Mantes-la-Jolie le 27 septembre 1972. 
Après des études à Paris, au lycée Janson-de-Sailly, dont il sort bachelier ès-sciences en 1906, il commence ses études d'architecture à l'école des Beaux-Arts, qu'il interrompt pendant les années de guerre après s'être engagé dans l'aviation. Il sort architecte diplômé en 1920.
Il est lauréat du concours pour l'ossuaire de Douaumont, qui est achevé en 1932, en association avec Léon Azéma et Jacques Hardy. Ils sont ensemble lauréats du concours international pour la construction du palais de Justice du Caire. 
De cette association naîtront de nombreuses réalisations en Égypte dans un style proche de l'Art déco, mitigé de références à l'Égypte ancienne.
Parmi les bâtiments officiels figurent le collège Saint-Marc d'Alexandrie et le lycée franco-égyptien du Caire, ainsi que de nombreuses villas dans les beaux quartiers.
La crise du canal de Suez, en 1956, contraint Max Edrei à quitter l'Égypte et à prendre sa retraite en France.

## Quelques réalisations
- Villa Rolo (Goethe Institut), Alexandrie, 1926 ;
- Villa Rateb bey (en collaboration avec Léon Azéma et Jacques Hardy), Le Caire, 1926 ;
- Villa Green (en collaboration avec Léon Azéma et Jacques Hardy), Le Caire, 1927 ;
- Villa Gora (en collaboration avec Léon Azéma et Jacques Hardy, Alexandrie, 1929[4] ;
- Villa Sinnot Hanna (en collaboration avec Jacques Hardy), 1928-1930[5] ;
- Villa de Alexander Green au 5 Ibn Malek Street à Gizeh, 1930, démolie après 1956 ;
- Union Building (avec la participation de Garo Balyan), Zamalek ;
- Immeuble Hettena (Manakh), avant 1936 ;
- Immeuble Chaker Khayatt, Adil Abou Bakr Street, Zamalek, 1936 ;
- Immeuble Mohamed Shahin Pasha (Sheikh Hamza), 1936 ;
- Villa de M. Cicurel (avec Léon Azéma et Jacques Hardy), Alexandrie ;
- Cinema Radio (avec la participation de Garo Balyan), Soliman Pasha Street, Le Caire ;
- Ernest & Grace Wissa Bldg, Adil Abou Bakr Street, Zamalek ;
- Karkegi Bldg, (Tunis Embassy), Saray al-Gezira Street, Zamalek ;
- Immobilia Bldg, Cherif Pasha/Kasr al-Nil Street, avec Gaston Rossi, 1940[6]
- Justice Palace, Fouad Avenue ;
- Hettena Bldgs, Abdel Khalek Sarwat Street (ex-Queen Farida ; Manakh) ;
- Mohammed Shahine Pasha Bldg, Sheik Hamza Street, Le Caire ;
- F. Nahas vaults in Melchite Cemetery, Old Cairo ;

Villas égyptiennes (vers 1925).
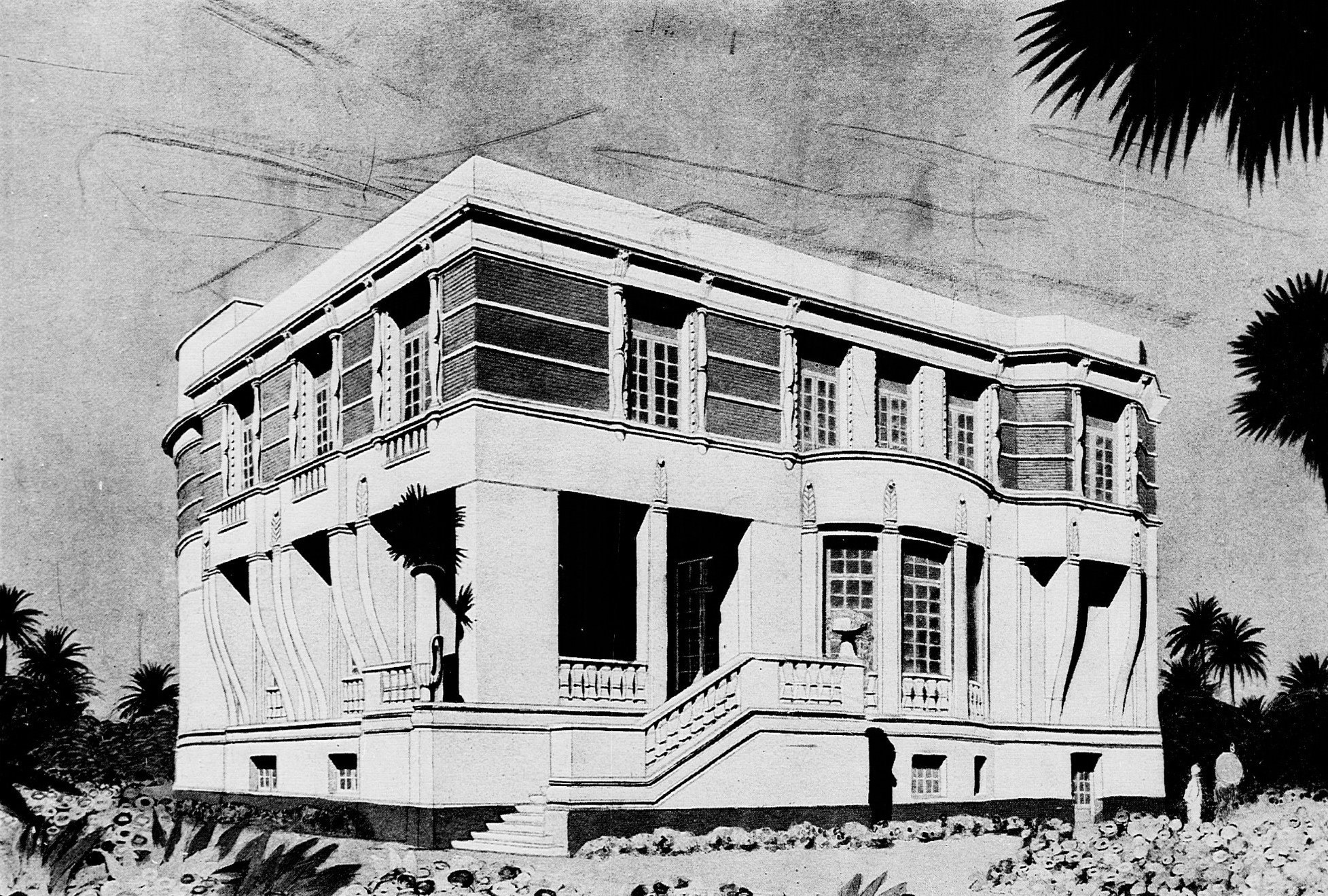
Villa Cicurel, Alexandrie[7].
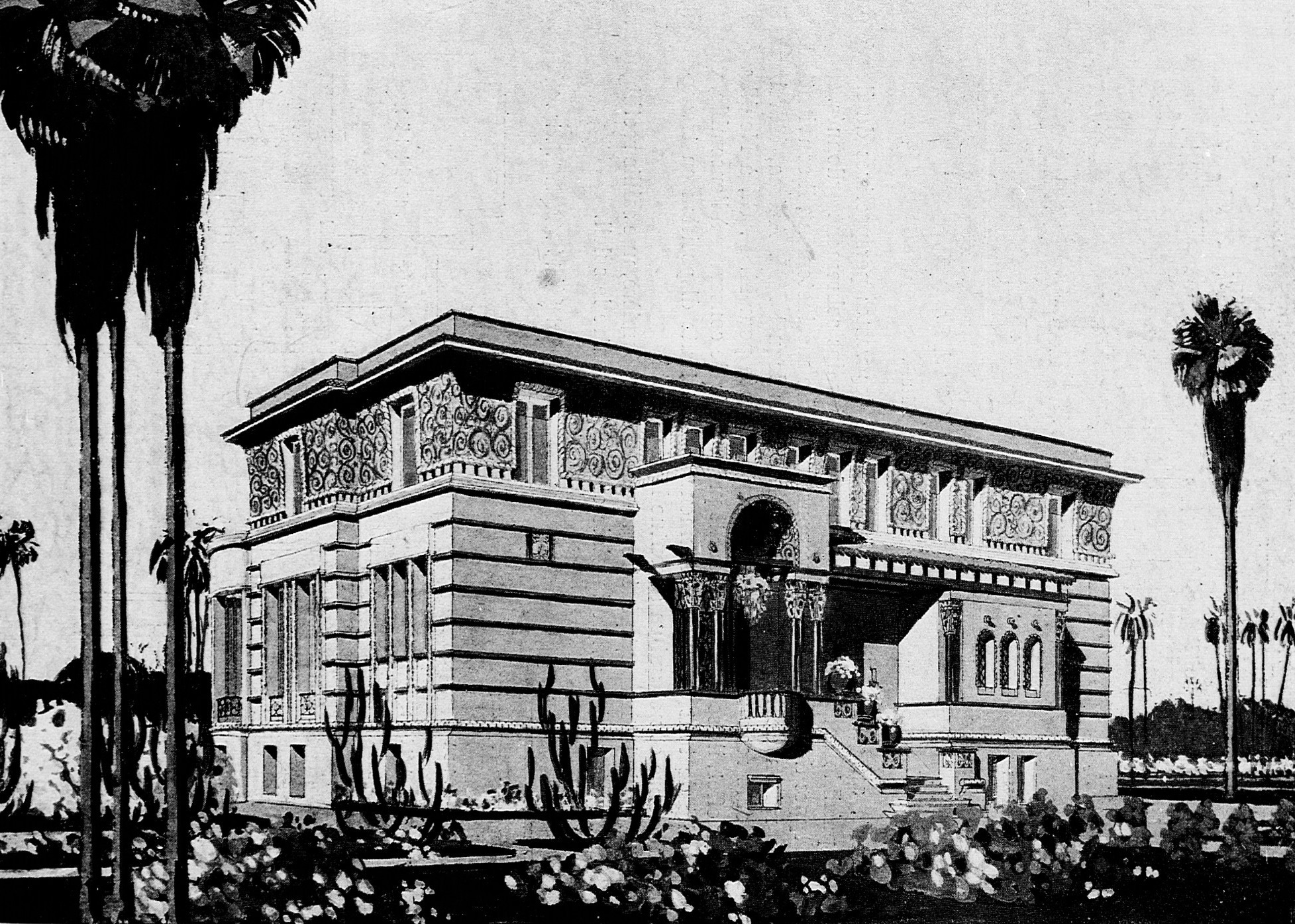
Villa Barcilon, Alexandrie[7].
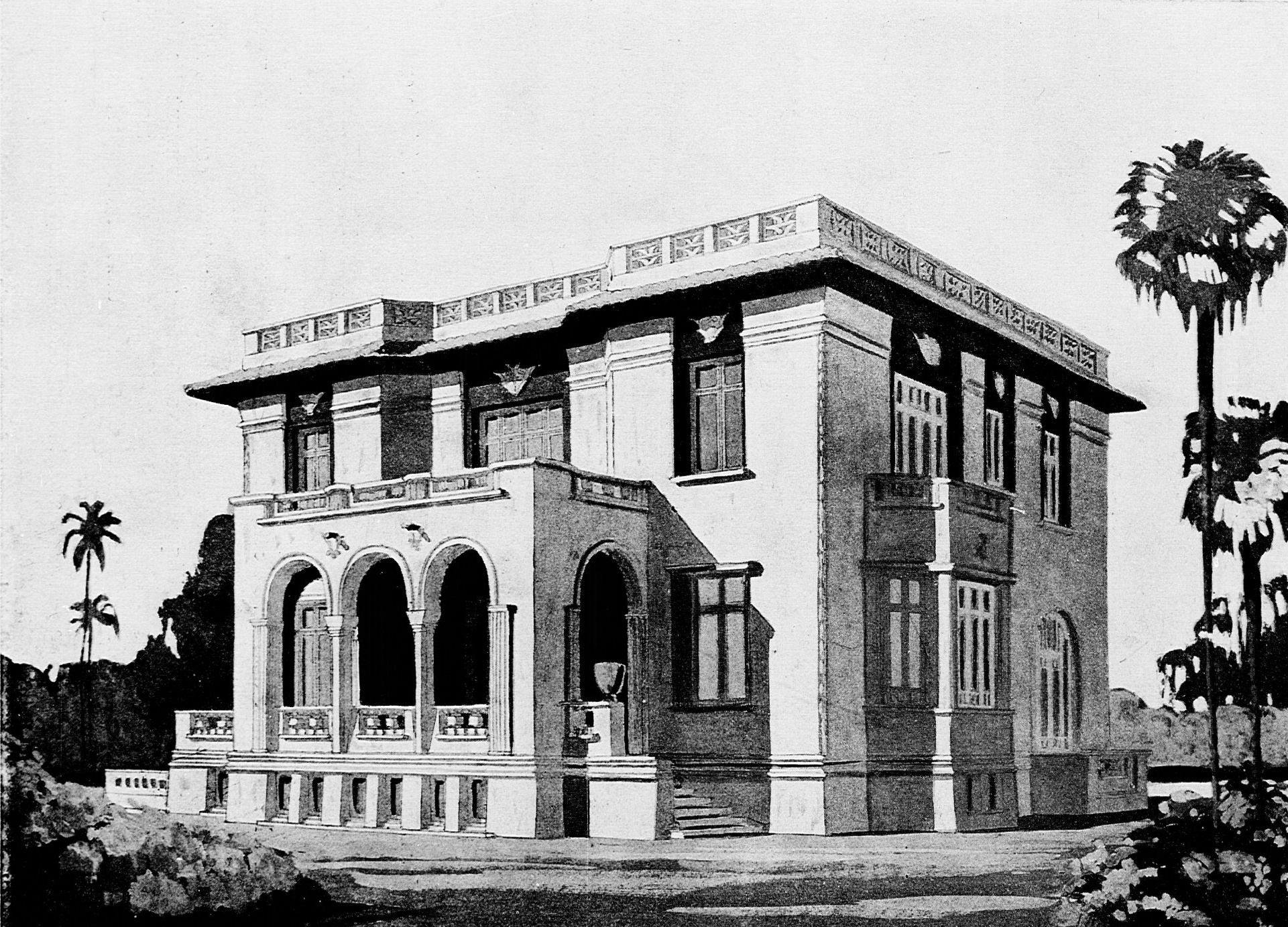
Villa Green, Le Caire[7].
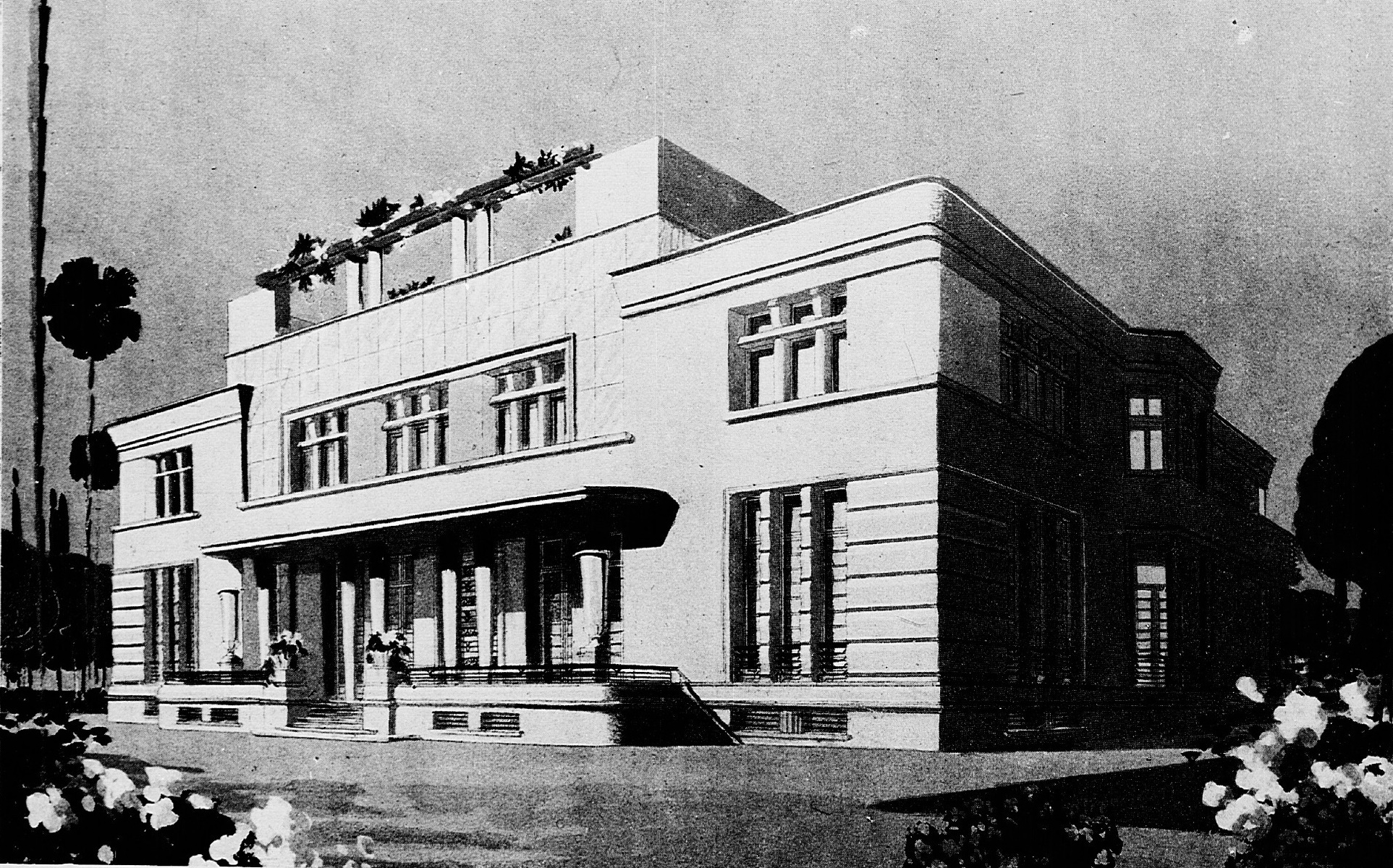
Villa Rateb Bey, Le Caire[7].